# 2024년 선전 칼부림 사건

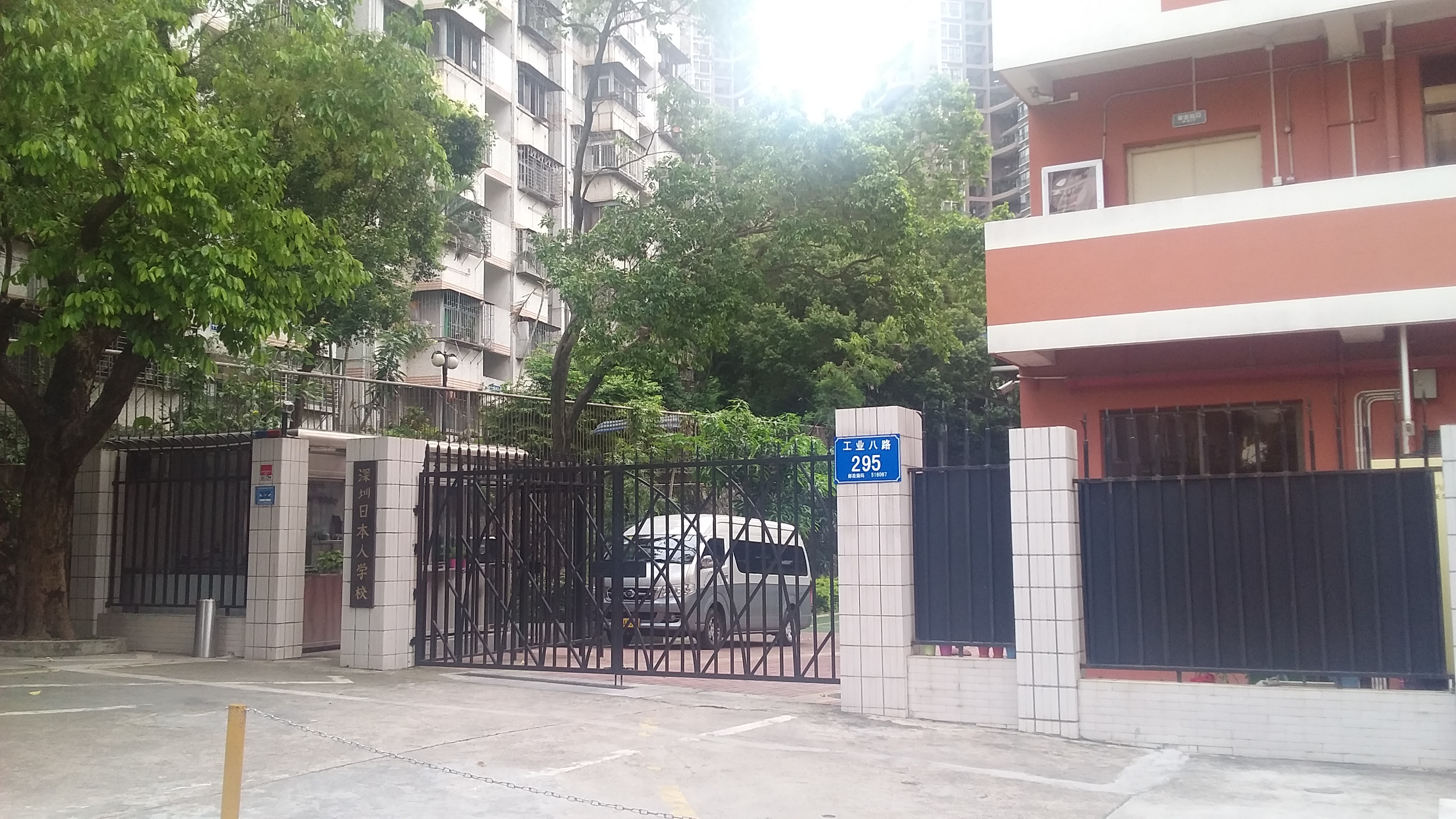
선전일본학교의 정문

2024년 선전 칼부림 사건은 2024년 9월 18일, 중화인민공화국 광둥성 선전시에서 일어난 칼부림 사건이다.

## 사건
2024년 9월 18일, 선전에 있는 선전일본인학교 근처에서 한 중국인 남성이 10세 일본 남학생을 칼로 찔렀다. 범인은 '중'이라는 성을 가진 44세 남성으로 체포됐고, 소년은 다음날 부상으로 숨졌다. 중국에 거주하는 외국인을 대상으로 한 폭력은 2024년 지린성 칼부림 공격과 쑤저우 칼부림 공격 중에도 발생했으며, 이로 인해 일부 관찰자들은 국민주의 정서가 이러한 사건에 영향을 미쳤을 수 있다는 우려를 표명했다.